# Tensou Sentai Goseiger
 (août 2016).
Shinkengers Gokaigers
Tensou Sentai Goseiger (天装戦隊ゴセイジャー, Tensō Sentai Goseijā, littéralement Goseiger, l'escadron des cieux) est une série télévisée japonaise du genre sentai, diffusée depuis le 14 février 2010 sur la chaîne télévisée japonaise TV Asahi.

## Synopsis
Un jour, l'Armée universelle d'annihilation Warstar décide d'envahir la Terre. Cinq membres des anges Gosei sont alors envoyés sur cette planète pour lutter contre cette menace en tant que Goseigers.

## Personnages

### Goseigers
- Alata (アラタ, Arata?) / Gosei Red (ゴセイレッド, Gosei Reddo?) : Après s'être transformé, il dit : « Pouvoir Skick des tempêtes ! Gosei Red ! » (嵐のスカイックパワー！ゴセイレッド！, Arashi no Sukaikku Pawā! Gosei Reddo!?)
  - Armes : épée Skick (スカイックソード, Sukaikku Sōdo?) :
  - Attaques : Red Break (レッドブレイク, Reddo Bureiku?)
- Eri (エリ, Eri?) / Gosei Pink (ゴセイピンク, Gosei Pinku?) : Après s'être transformée, elle dit : « Pouvoir Skick soufflant ! Gosei Pink ! » (息吹のスカイックパワー！ゴセイピンク！, Ibuki no Sukaikku Pawā! Gosei Pinku!?)
  - Armes : tir Skick (スカイックショット, Sukaikku Shotto?)
  - Attaques : Pink Trick (ピンクトリック, Pinku Torikku?)
- Agri (アグリ, Aguri?) / Gosei Black (ゴセイブラック, Gosei Burakku?) : Après s'être transformé, il dit : « Pouvoir Landick des roches ! Gosei Black ! » (巌のランディックパワー！ゴセイブラック！, Iwao no Randikku Pawā! Gosei Burakku!?)
  - Armes : hache Landick (ランディックアックス, Randikku Akkusu?)
  - Attaques : Black Attack (ブラックアタック, Burakku Atakku?)
- Mone (モネ, Mone?) / Gosei Yellow (ゴセイイエロー, Gosei Ierō?) : Après s'être transformé, elle dit : « Pouvoir Landick florissant ! Gosei Yellow ! » (芽萌のランディックパワー！ゴセイイエロー！, Megumi no Randikku Pawā! Gosei Ierō!?)
  - Armes : griffe Landick (ランディッククロー, Randikku Kurō?)
  - Attaques : Yellow Shock (イエローショック, Ierō Shokku?)
- Hyde (ハイド, Haido?) / Gosei Blue (ゴセイブルー, Gosei Burū?) : Après s'être transformé, il dit : « Pouvoir Seaick des vagues ! Gosei Blue ! » (怒濤のシーイックパワー！ゴセイブルー！, Dotō no Shīikku Pawā! Gosei Burū!?)
  - Armes : arbalète Seaick (シーイックボウガン, Shīikku Bōgan?)
  - Attaques : Blue Check (ブルーチェック, Burū Chekku?)
- Magis (マジス, Majisu?) / Gosei Green (ゴセイグリーン, Gosei Gurīn?) (épisodes 10 et 39) : Après s'être transformé, il dit : « Pouvoir Seaick de la vie ! Gosei Green ! » (命のシーイックパワー！ゴセイグリーン！, Inochi no Shīikku Pawā! Gosei Gurīn!?) C'est l'ancien partenaire de Hyde.
  - Armes :
  - Attaques :

L'appel nominal se conclut par « Protéger la planète est la mission des anges ! » (地球（ほし）を護るは天使の使命！, « Hoshi o mamoru wa tenshi no shimei! »), suivi de « Tensou Sentai Goseigers ! » (天装戦隊ゴセイジャー！, Tensō Sentai Goseijā!). Agri et Moune sont frères et sœurs. Alata et Eri sont des amis d'enfance.

### Soutien
- Gosei Knight (ゴセイナイト, Gosei Naito?) (épisode 17) : Sa phrase d'introduction est « Je suis le chevalier purificateur de la planète ! Gosei Knight ! » (地球（ほし）を浄める宿命の騎士！ゴセイナイト！, Hoshi o kiyoshi meru shukumei no kishi! Gosei Naito!?)
- Master Head (マスターヘッド, Masutā Heddo?) : Le mentor des Goseigers.

### Armée universelle d'annihilation Warstar
L'Armée universelle d'annihilation Warstar (宇宙虐滅軍団ウォースター, Uchū Gyakumetsu Gundan Wōsutā) affronte les Goseigers durant les seize premiers épisodes.
- Les entomo-soldats démoniaques Bibi (魔虫兵ビービ, Machūhei Bībi?) sont les fantassins de l'Armée.
- Les Aliens (星人, Seijin?) sont les monstres envoyés sur Terre par l'Armée.

## Arsenal
- Tensôder (テンソウダー, Tensōdā?) : Transformateur des Goseigers. Ils revêtent leurs armures par la commande « Tensô ! » (テンソウ！, Tensō!?)
- Gosei Blaster (ゴセイブラスター, Gosei Burasutā?) : Pistolet individuel des Goseigers.
- Gosei Buster (ゴセイバスター, Gosei Basutā?) : Formé par l'assemblage des armes Gosei.
- Sky Buster (スカイバスター, Sukai Basutā?) : Formé par l'assemblage des armes Skick Gosei.
- Leon Cellular (レオンセルラー, Reon Serurā?) : Outil de Gosei Knight.
- Leon Laser (レオンレイザー, Reon Reizā?) : Arme personnelle de Gosei Knight. Il possède un mode « pistolet » et un mode « épée ».
- Gosei Tensword (ゴセイテンソード, Gosei Tensōdo?) : Elle permet aux Goseigers de se transformer en Super Goseigers. Ils revêtent leurs armures par la commande « Super Tensô ! » (超天装！, Chō Tensō!?)
- Super Tensword (スーパーテンソード, Sūpā Tensōdo?) : Formée par l'assemblage de la Gosei Tensword et du Tensôder
- Super Sentai Bazooka (スーパー戦隊バズーカ, Sūpā Sentai Bazūka?) : Canon utilisé par les Goseigers et les Gokaigers, formé par l'esprit des 33 escadrons précédents. Il apparait dans le film Gokaiger et Goseiger - Le Grand Combat des 199 héros des Super sentai.

## Mechas
- Gosei Great (ゴセイグレート, Gosei Gurēto?) : Formé à partir des cinq Gosei Machines suivantes :
  - Gosei Dragon (ゴセイドラゴン, Gosei Doragon?) : Piloté par Gosei Red.
  - Gosei Phoenix (ゴセイフェニックス, Gosei Fenikkusu?) : Piloté par Gosei Pink.
  - Gosei Snake (ゴセイスネーク, Gosei Sunēku?) : Piloté par Gosei Black.
  - Gosei Tiger (ゴセイタイガー, Gosei Taigā?) : Piloté par Gosei Yellow.
  - Gosei Shark (ゴセイシャーク, Gosei Shāku?) : Piloté par Gosei Blue.

L'assemblage a lieu à partir de la commande « Fusion céleste ! » (天装合体！, Tensō Gattai!). Il est armé de l'épée Dragon (ドラゴンソード, Doragon Sōdo). Au moment de porter le coup de grâce, les Goseigers disent : « Great Strike! » (グレートストライク！, Gurēto Sutoraiku!) Durant l'attaque finale, ils ajoutent : « , ! » (俺達（私達）護星天使が、悪しき魂に天罰を下す！, Ore-tachi (Watashi-tachi) Gosei Tenshi ga, ashiki tamashī ni tenbatsu o kudasu!)
- Seaick Gosei Great (シーイックゴセイグレート, Shīikku Gosei Gurēto?) : Formé à partir de Gosei Great et des trois Headers suivants :
  - Manta Headder (マンタヘッダー, Manta Heddā?)
  - Sawshark Headder (ソーシャークヘッダー, Sōshāku Heddā?)
  - Hammershark Headder (ハンマーシャークヘッダー, Hanmāshāku Heddā?)

- Landick Gosei Great (ランディックゴセイグレート, Randikku Gosei Gurēto?) : Formé à partir de Gosei Great et des trois Headers suivants :
  - Kuwaga Headder (クワガヘッダー, Kuwaga Heddā?)
  - Sai Headder (サイヘッダー, Sai Heddā?)
  - Tyranno Headder (ティラノヘッダー, Tirano Heddā?)

- Skick Gosei Great (スカイックゴセイグレート, Sukaikku Gosei Gurēto?) : Formé à partir de Gosei Great et des trois Headers suivants :
  - Taka Headder (タカヘッダー, Taka Heddā?)
  - Crow Headder (クロウヘッダー, Kurō Heddā?)
  - Ptera Headder (プテラヘッダー, Putera Heddā?)

- Gosei Ground (ゴセイグランド, Gosei Gurando?) : Formé à partir des trois Gosei Machines suivantes :
  - Groundion (グランディオン, Gurandion?)
  - Sealeon (シーレオン, Shīreon?)
  - Skyon (スカイオン, Sukaion?)

- Ground Gosei Great (グランドクゴセイグレート, Gurando Gosei Gurēto?) : Formé à partir de Gosei Ground et Gosei Great.

- Wonder Gosei Great (ワンダーゴセイグレート, Wandā Gosei Gurēto?) : Formé à partir de quatre Gosei Machines et de Gosei Wonder.

- Gosei Wonder (ゴセイワンダー, Gosei Wandā?) : : Formé à partir des cinq Gosei Machines suivantes :
  - Gosei Bird (ゴセイバード, Gosei Bādo?)
  - Gosei Kabuto (ゴセイカブト, Gosei Kabuto?)
  - Gosei Crocodile (ゴセイクロコダイル, Gosei Kurokodairu?)
  - Gosei Elephant (ゴセイエレファント, Gosei Erefanto?)
  - Gosei Dolphin (ゴセイドルフィン, Gosei Dorufin?)

## Épisodes
1. Le anges du Gosei descendent (護星天使、降臨, Gosei Tenshi, Kōrin?)
2. The Fantastic Goseigers (ファンタスティック・ゴセイジャー, Fantasutikku Goseijā?)
3. Landick Power Divided (ランディックパワー、分裂, Randikku Pawā, Bunretsu?)
4. Play the Angel's Song (響け、天使の歌, Hibike, Tenshi no Uta?)
5. Magical Hyde (マジカル・ハイド, Majikaru Haido?)
6. The Breakout Goseigers (ブレイクアウト・ゴセイジャー, Bureikuauto Goseijā?)
7. Protect the Land! (大地を護れ！, Daichi o Mamore!?)
8. Out of Control Gosei Power (ゴセイパワー、暴走, Gosei Pawā, Bōsō?)
9. Gotcha☆Gosei Girls (ガッチャ☆ゴセイガールズ, Gatcha Gosei Gāruzu?)
10. Hyde's Partner (ハイドの相棒, Haido no Aibō?)
11. Spark, Landick Power (スパーク・ランディックパワー, Supāku Randikku Pawā?)
12. The Miraculous Gosei Headder Great Assembly (ミラクル・ゴセイヘッダー大集合, Mirakuru Gosei Heddā Daishūgō?)
13. Run! The Mystic Runner (走れ！ミスティックランナー, Hashire! Misutikku Rannā?)
14. Birth of the Ultimate Tag Team! (最強タッグ誕生！, Saikyō Taggu Tanjō!?)
15. Countdown! The Life of the Earth (カウントダウン！地球の命, Kauntodaun! Hoshi no Inochi?)
16. Dynamic Alata (ダイナミックアラタ, Dainamikku Arata?)
17. A New Enemy! The Yuumajuu (新たな敵！幽魔獣, Aratana Teki! Yūmajū?)
18. The Earth Purifying Knight of Destiny (地球を浄める宿命の騎士, Hoshi o Kiyomeru Shukumei no Kishi?)
19. Gosei Knight Will Not Allow It (ゴセイナイトは許さない, Gosei Naito wa Yurusanai?)
20. Fall In Love Goseigers (フォーリンラブ・ゴセイジャー, Fōrin Rabu Goseijā?)
21. Elegant Eri (エレガント・エリ, Ereganto Eri?)
22. Over the Rainbow (オーバー・ザ・レインボー, Ōbā za Reinbō?)
23. Burn! Goseigers (燃えろ！ゴセイジャー, Moero! Goseijā?)
24. The Miracle Attack Goseigers (ミラクルアタック・ゴセイジャー, Mirakuru Atakku Goseijā?)
25. Nostalgic Mone (ノスタルジック・モネ, Nosutarujikku Mone?)
26. The Laughing Gosei Angels (護星天使、爆笑！, Gosei Tenshi, Bakushō!?)
27. Wake Up Agri! (目覚めろ、アグリ！, Mezamero, Aguri!?)
28. A Father's Treasure (おとうさんの宝物, Otōsan no Takaramono?)
29. The Goseigers are Sealed! (ゴセイジャーを封印せよ！, Goseijā o Fūin seyo!?)
30. Romantic Eri (ロマンティック・エリ, Romantikku Eri?)
31. Perform the Ultimate Miracle! (究極の奇跡を起こせ！, Kyūkyoku no Kiseki o Okose!?)
32. The Dreadful Matrintis Empire (恐怖のマトリンティス帝国, Kyōfu no Matorintisu Teikoku?)
33. Gosei Knight Justice (ゴセイナイト・ジャスティス, Gosei Naito Jasutisu?)
34. Find the Perfect Leader! (パーフェクトリーダーを探せ！, Pāfekuto Rīdā o Sagase!?)
35. Run, Agri! (走れ、アグリ, Hashire, Aguri!?)
36. Excited Mone (エキサイト・モネ, Ekisaito Mone?)
37. Alice vs. Gosei Knight (アリスＶＳゴセイナイト, Arisu Bāsasu Gosei Naito?)
38. Epic Zero (エピック･ゼロ, Epikku Zero?)
39. Strong Alata (ストロング・アラタ, Sutorongu Arata?)
40. Exploding Bonds of Friendship! (爆発！仲間の絆, Bakuhatsu! Nakama no Kizuna?)
41. Passionate Hyde (情熱的ハイド, Jōnetsu Teki Haido?)
42. The Empire's All-Out Attack (帝国総攻撃, Teikoku Sōkōgeki?)
43. The Ultimate Final Battle (究極の最終決戦, Kyūkyoku no Saishū Kessen?)
44. The Messiah is Born (救星主、誕生, Kyūseishu, Tanjō?)
45. Gosei Knight is Targeted (狙われたゴセイナイト, Nerawareta Gosei Naito?)
46. The Trap of the Earth Salvation Plan (地球救星計画の罠, Chikyū Kyūsei Keikaku no Wana?)
47. The Fighting Gosei Power (闘うゴセイパワー, Tatakau Gosei Pawā?)
48. Fight Towards the Future (未来への戦い, Mirai e no Tatakai?)
49. Protecting the Planet is an Angel's Duty (地球を護るは天使の使命, Hoshi o Mamoru wa Tenshi no Shimei?)

## Distribution
Les héros
- Yūdai Chiba : Alata / Gosei Red
- Rika Satō : Eri / Gosei Pink
- Kyōsuke Hamao : Agri / Gosei Black
- Mikiho Niwa : Mone / Gosei Yellow
- Kento Ono : Hyde / Gosei Blue
- Yōsuke Itō : Gosei Knight

Soutien
- : Maître Head
- : Datas

Armée universelle d'annihilation Warstar
- : Month Doreiku de la Planète : Chef des Warstar. Son but est de voler toutes les ressources naturelles de la Terre. Sa nouvelle cible est la Terre.
- : Dereputa du météore : Bras droit de Month Doreiku. Un redoutable commandant. Ennemi personnel d'Alata
- : Buredoran de la Comète : Mystérieux stratége. N'est pas réellement un Warstar.
- : Gyōten'ō (seulement dans le film)
- : Deinbaruto (seulement dans le film)
- : Bibi: Soldats de Warstar.

Groupe de condamnation de la Terre Yūmajū (épisode 17)
- : Makuin du Blob : Chef des Yùmajù. Son but est de répandre le mal et la pollution pour que le monde soit à son image.
- : Kinggon du Bigfoot : Chef des forces militaires Yùmajù. Il est brutal et fort, mais loin d'être stupide.
- : Buredoran du Chupacabra : Après la défaite des Warstar, Buredoran révèle sa nature de Yùmajù et délivre ses maîtres. Cependant il semble avoir ses propres plans.
- Bibi : Soldats transférés par Buredoran pour les Yùmajù.

Empire d'assaut robotique Matrintrix (épisode 33)
- Robogog du 10sai/Génie: Chef de Matrintrix. Autrefois humain. Son but est de semer la peur pour obliger les humains à devenir ses esclaves. Son titre 10sai vient du fait qu'il est conçu dix inventions contenant chacune la syllabe japonaise "Sai".
- Métal Alice de l'Agent: Servante et première machine de Robogog, bien qu'il ne la considère que comme un outil. Elle reporte les échecs des précédents robots pour améliorer les suivants.
- BuredoRUN du Cyborg: Présumé mort, puis retrouvé bien plus tard par Metal Alice. Robogog en a fait un cyborg avec pour seuls souvenirs son nom et sa haine des Goseigers.
- Bibi: Soldats récupérés par Matrintrix.

## Accueil
Malheureusement, Goseiger sera victime du succès de la série précédente, Shinkenger, et sera l'une des saisons les moins populaires.[réf. nécessaire]

## Commentaire
- À l'été 2011, Goseiger a été diffusé en Corée du Sud sous le nom de Power Rangers: Miracle Force. Ce fut la 8e saison de Super Sentai à être diffusé en Corée du sud sous le nom de Power Rangers. À noter que comme c'est la première saison de Super Sentai à être diffusé en Corée du Sud qui n'a pas d'adaptation américaine, certains fans ont cru que Power Rangers: Miracle force était l'adaptation américaine de Goseiger.

- En 2013, Goseiger a été adapté aux États-Unis pour la 20e saison anniversaire de Power Rangers sous le titre Power Rangers : Megaforce. Au total, 20 épisodes et 2 spéciaux ont été produits.
- Le personnage de Magis / Gosei Green n'a pas été adapté dans Power Rangers : Megaforce ni même dans Power Rangers : Super Megaforce .